# Jumpei Murakami
Jumpei Murakami (jap. 村上 純平, Murakami Jumpei; * 28. August 1985 in Akita) ist ein japanischer Straßenradrennfahrer.
Jumpei Murakami wurde 2007 japanischer Meister im Straßenrennen der U23-Klasse. Seit 2010 fährt er für das japanische Continental Team Shimano Racing. In seinem ersten Jahr dort wurde er jeweils Fünfter bei der japanischen Zeitfahrmeisterschaft und in der Gesamtwertung der Tour de Hokkaidō. Im nächsten Jahr belegte er den zehnten Rang in der Gesamtwertung der Tour de Taiwan.

## Erfolge
2007
- Japanischer Meister im Straßenrennen (U23)

## Teams
- 2010 Shimano Racing
- 2011 Shimano Racing Team